# Сульфацетамід
Сульфацетамід — синтетичний антибактеріальний препарат з групи сульфаніламідних препаратів для місцевого застосування.

## Фармакологічні властивості
Сульфацетамід — синтетичний препарат з групи сульфаніламідних препаратів для місцевого застосування. Препарат має бактеріостатичну дію, що полягає у порушенні синтезу мікрооргазмами фолієвої кислоти та блокуванні засвоєння мікроорганізмами параамінобензойної кислоти. До препарату чутливі наступні збудники: стафілококи, стрептококи, Escherichia coli, шиґели,Bacillus anthracis, Corynebacterium diphtheriae, частина роду Clostridium, єрсинії, Actinomyces spp., Vibrio cholerae, токсоплазма, нейсерії та деякі хламідії. Препарат застосовується виключно у вигляді очних крапель. При інстиляції на кон'юнктиву сульфацетамід проникає в тканини ока. Препарат діє місцево, але частина сульфацетаміду всмоктується в кров через запалену кон'юнктиву і проникає в системний кровотік. Дані за біодоступність та метаболізм сульфацетаміду в організмі відсутні.

## Показання до застосування
Сульфацетамід застосовується при інфекційно-запальних захворюваннях очей — кон'юнктивіти, кератити, блефарити, гнійні виразки рогівки, гонорейні захворювання очей у дорослих, профілактика бленореї у новонароджених.

## Побічна дія
При застосуванні сульфацетаміду у окремих випадках можливі наступні побічні ефекти: почервоніння, свербіж, печіння тканин ока, набряк повік.

## Протипокази
Сульфацетамід протипоказаний при підвищеній чутливості до сульфаніламідних препаратів. З обережністю застосовують препарат при вагітності та годуванні грудьми. У дитячому віці препарат застосовують лише для профілактики бленореї у новонароджених.

## Форми випуску
Сульфацетамід випускають у вигляді 30% очних крапель по 5 та 10 мл у флаконі.